# Promachus leucopareus
Promachus leucopareus är en tvåvingeart som beskrevs av Wulp 1872. Promachus leucopareus ingår i släktet Promachus och familjen rovflugor. Inga underarter finns listade i Catalogue of Life.